# Estereoradian
L'estereoradian (també escrit estereoradiant) (símbol: sr) és la unitat de l'angle sòlid del SI. S'utilitza per a descriure mesures angulars en un espai tridimensional, de manera anàloga a com el radian descriu angles en el pla euclidià. La mesura d'un angle sòlid en estereoradians correspon a l'àrea de la superfície que abraça sobre l'esfera de radi unitat.
L'estereoradiant és la unitat derivada del SI que mesura angles sòlids, i n'és l'única adimensional, juntament amb el radian. És l'equivalent tridimensional del radian. El nom estereoradian està format per la paraula grega στέρεος (sòlid) més radian. El seu símbol és sr.

## Definició
L'estereoradiant es defineix fent referència a una esfera de radi {\displaystyle r\,}. Si l'àrea d'una porció d'aquesta esfera és {\displaystyle r^{2}\,}, un estereoradiant és l'angle sòlid comprès entre aquesta porció i el centre de l'esfera.

### Explicació de la definició
L'angle sòlid en estereoradiants, és:
{\displaystyle \Omega ={\frac {S}{r^{2}}}\,}
On {\displaystyle S\,} és la superfície coberta per l'objecte en una esfera imaginària de radi {\displaystyle r\,}, el centre del qual coincideix amb el vèrtex de l'angle.
Per tant, un estereoradiant és l'angle que cobreix una superfície {\displaystyle r^{2}\,} a una distància {\displaystyle r\,} del vèrtex.
{\displaystyle 1\,{\textrm {sr}}={\frac {r^{2}}{r^{2}}}\,}

### Analogia amb elradiant
En dues dimensions, l'angle en radiants, està relacionat amb la longitud d'arc, i és:
{\displaystyle \theta ={\frac {s}{r}}\,}
sent {\displaystyle S\,} la longitud d'arc, i {\displaystyle r\,} el radi del cercle.

## Angle d'un casquet esfèric

El con (1) i el casquet esfèric (2) dins de l'esfera.

Si l'àrea {\displaystyle A\,} és igual a {\displaystyle r^{2}\,} i està donada per l'àrea d'un casquet esfèric
({\displaystyle A=2\pi rh\,}) 
llavors es compleix que
{\displaystyle {\frac {h}{r}}={\frac {1}{2\pi }}}.
Llavors l'angle sòlid descrit pel con, que correspon a l'angle pla (vegeu la figura) és igual a:
{\displaystyle \Omega =2\pi \left(1-\cos \theta \right)\,\mathrm {sr} }.